# In the Palace International Short Film Festival
In The Palace International Short Film Festival (bulharsky: Международен фестивал на късометражно кино В ДВОРЕЦА) je jedním z největších a nejznámějších filmových festivalů svého zaměření v Bulharsku. 
Mezinárodní festival krátkých filmů přináší snímky různých žánrů v maximální délce 27 minut. První ročník festivalu se konal v roce 2003 v bulharském Velingradu. V roce 2015 byl festival rozšířen a začal se postupně pořádat ve čtyřech bulharských městech – Sofii, Velikom Tarnovu, Varně a Balčiku. V roce 2016/17 se konal již 14. ročník festivalu. Začal v Sofii (prosinec 2016), pokračoval ve Velikom Tarnovu (duben – květen 2017), Varně (květen – červen 2017) a skončil hlavním eventem v přímořském Balčiku (červen-červenec 2017).

Podstatou festivalu je prezentace současného filmu a přispívání k jeho rozvoji nejen v Bulharsku. In The Palace vytváří platformu pro začínající filmaře i profesionály, kteří na festivalu každoročně prezentují své snímky. Důležitou roli při organizaci festivalu hrají dobrovolníci z celé Evropy.

## Historie
První ročník festivalu, který byl původně založen jako fórum pro studenty filmu, se konal v roce 2003 ve Velingradu. Hned následující rok se festival přesunul do Balčiku, města na pobřeží Černého moře. Místem jeho konání se staly konkrétně zahrady The Palace, které bývaly součástí rezidence britské princezny a rumunské královny Marie Edinburské.

## Program
In The Palace je pořádaný prostřednictvím organizace Format SFF Foundation a komunitního centra Veshtina s podporou města Sofie, bulharského Ministerstva kultury, bulharského Národního filmového centra, Národního paláce kultury a Sofijské univerzity sv. Klimenta Ochridského.
V rámci festivalu prezentují své filmy studenti a profesionálové. Ti jsou hodnoceni ve dvou základních kategoriích – národní a mezinárodní film. Snímky do hlavní soutěže vybírá komise a jsou následně hodnoceny mezinárodní porotou. Ocenění jsou udělena v rámci jednotlivých žánrů prezentovaných na festivalu – fikce, dokumentu, animace a experimentálního filmu.
Součástí festivalu jsou tradičně semináře a lekce věnované režírování, kinematografii, rozvoji filmových projektů, digitálnímu umění a post-produkci.

## Vítězové
| Rok                               | Film                                                | Režisér | Země     | Cena                                   |
| --------------------------------- | --------------------------------------------------- | --- | -------- | -------------------------------------- |
| 2024                              | Things Unheard Of                                   | Ramazan Kiliç | TR       | Best Fiction                           |
| 2024                              | Savage                                              | Léonore Mercier                                                                                                   | FR       | Best Documentary                       |
| 2024                              | Duck                                                | Elie Chapius | CH/BE    | Best Animation                         |
| 2024                              | Two Times Two                                       | Andrey Paounov | BG/DE    | Best National                          |
| 2024                              | WAVEWIDTH                                           | Ethann Néon | BE       | Best Experimental                      |
| 2024                              | LIZA, GO ON!                                        | Nana Janelidze | BG/GE    | Best Full-length                       |
| 2024                              | SYNCOPE                                             | Linus von Stumberg                                                                                                | CH       | Best Student Fiction                   |
| 2024                              | Modern Masturbation Allegory                        | Xinyi Li | UK       | Best Student Documentary               |
| 2024                              | Such Miracles Do Happen                             | Barbara Rupik | PL       | Best Student Animation                 |
| 2024                              | FAMILY PORTRAIT OF THE BLACK EARTH                  | Ivan Popov - Zaeka                                                                                                | BG       | Special Mention in National            |
| 2024                              | Alarms                                              | Nicolas Panay | FR       | Special Mention in Fiction             |
| 2024                              | ANQUE ES SE NOCHE                                   | Guillermo García López                                                                                            | ES/FR    | Special Mention in Fiction             |
| 2024                              | Coal                                                | Saman Lotfian | IRN      | Special Mention in Fiction             |
| 2024                              | Summertime                                          | Sara Scalera | IT       | Special Mention in Fiction             |
| 2024                              | Taste Life                                          | Léo-Antonin Lutinier                                                                                              | FR       | Special Mention in Fiction             |
| 2024                              | Knin-Zadar                                          | Melita Vrsaljko                                                                                                   | HR       | Special Mention in Documentary         |
| 2024                              | Salute To The Sun                                   | Darko Masnec | HR       | Special Mention in Animation           |
| 2024                              | DRIJF                                               | Levi Stoops | BE       | Special Mention in Animation           |
| 2024                              | Crust                                               | Jens Kevin Georg                                                                                                  | DE       | Special Mention in Student Fiction     |
| 2024                              | Carry On Painting                                   | Jan-Oke Jens | DE       | Special Mention in Student Documentary |
| 2024                              | DODO                                                | Yi Luo | DE       | Special Mention in Student Animation   |
| 2023                              | Lou's Neighbour                                     | Victoria Lafaurie, Hector Albouker                                                                                | FR       | Best Fiction                           |
| 2023                              | Black Wagon                                         | Adilet Karzhoev                                                                                                   | KGZ      | Best Documentary                       |
| 2023                              | The Business of Pleasure                            | Goce Cvetanovski                                                                                                  | MK       | Best Full-Length                       |
| 2023                              | Dog - Apartment                                     | Priit Tender | EST      | Best Animation                         |
| 2023                              | Crack of dawn                                       | Anna Llargués | ES       | Best Student Fiction                   |
| 2023                              | Town Hall Square                                    | Christian Kaufmann                                                                                                | DE       | Best Student Animation                 |
| 2023                              | Familiar Stranger                                   | Sara Furrer, Fabian Lütolf                                                                                        | CH       | Best Student Documentary               |
| 2023                              | Dear Passengers                                     | Madli Lääne | EST      | Best National                          |
| 2023                              | How to Bury a Dragon                                | Martin Markov | BG       | Best Experimental                      |
| 2022                              | My eyes                                             | Tommaso Acquarone                                                                                                 | IT       | Best Fiction                           |
| 2022                              | Holy Slut                                           | Fred Mascaras | FR       | Best Documentary                       |
| 2022                              | LOOP                                                | Pablo Polledri | ARG      | Best Animation                         |
| 2022                              | Rootless                                            | Stefani Doychinova                                                                                                | BG       | Best National                          |
| 2022                              | Wall Piano                                          | Asma Ghanem Christopher Marianetti Alexia Webster                                                                 | PS       | Best Experimental                      |
| 2022                              | Living All of Life                                  | Marlén Ríos-Farjat                                                                                                | MEX      | Best Student Fiction                   |
| 2022                              | Other Half                                          | Lina Kalcheva | UK       | Best Student Animation                 |
| 2021                              | Black Hole                                          | Tristan Aymon | CH       | Best Fiction                           |
| 2021                              | Mutha & The Death of Ham-Ma-Fuku                    | Daniel Suberviola                                                                                                 | ES       | Best Documentary                       |
| 2021                              | Boxballet                                           | Anton Dyakov | RU       | Best Animation                         |
| 2021                              | Good Night, Lily                                    | Peter Vulchev | BG       | Best National                          |
| 2021                              | The Night Shatters my Shadows                       | Luis Esguerra Cifuentes                                                                                           | COL      | Best Experimental                      |
| 2021                              | ONDINE                                              | Tomasz Sliwinski                                                                                                  | PL       | Best Midlength Film                    |
| 2021                              | The Dress                                           | Tadeusz Łysiak | PL       | Best Student Fiction                   |
| 2021                              | May The World Not Carry You                         | Rozalia Las | PL       | Best Student Animation                 |
| 2020                              | Sticker                                             | Georgi M. Unkovski                                                                                                | MK       | Best Fiction                           |
| 2020                              | Danielle                                            | Gareth Warland | SE       | Best Documentary                       |
| 2020                              | My Galactic Twin Galaction                          | Sasha Svirsky | RU       | Best Animation                         |
| 2020                              | The Night Shift                                     | Yordan Petkov, Eddy Schwartz                                                                                      | BG/FR/BE | Best National                          |
| 2020                              | Where is Lotte?                                     | Petra Zopnek | AT       | Best Experimental                      |
| 2020                              | The Lost Scot                                       | Julien Cornwall                                                                                                   | UK       | Best Student Fiction                   |
| 2020                              | Un Diable Dans La Poche                             | Antoine Bonnet, Mathilde Loubes                                                                                   | FR       | Best Student Animation                 |
| 2019                              | Brotherhood                                         | Meryam Joobeur | CA       | Best Fiction                           |
| 2019                              | Lifeboat                                            | Skye Fitzgerald                                                                                                   | USA      | Best Documentary                       |
| 2019                              | He Can't Live Without Cosmos                        | Konstantin Bronzit                                                                                                | RU       | Best Animation                         |
| 2019                              | Task of The Day                                     | Petya Zlateva | BG       | Best National                          |
| 2019                              | Buzz Riot                                           | Rudi van der Marwe                                                                                                | CH       | Best Experimental                      |
| 2019                              | Double D                                            | Fey Lehiane | NL       | Best Student Fiction                   |
| 2019                              | The Kite                                            | Martin Smatana | CZ/PL/SK | Best Student Animation                 |
| 2018                              | Wave                                                | Benjamin Cleary, TJ O'Grady Peyto                                                                                 | IRL      | Best Fiction                           |
| 2018                              | Rakijada- Distillated Village Tales                 | Nikola Ilic | CH/SRB   | Best Documentary                       |
| 2018                              | Confino                                             | Nico Bonomolo | IT       | Best Animation                         |
| 2018                              | Bango Vasil                                         | Milen Vitanov, Vera Trajanova                                                                                     | BG/DE    | Best National                          |
| 2018                              | Shadows                                             | Victoria Karakoleva                                                                                               | BG       | Best Student Fiction                   |
| 2018                              | The Sandman                                         | Lauren Knapp | USA      | Best Student Documentary               |
| 2018                              | Happy End                                           | Jan Saska | CZ       | Best Student Animation                 |
| 2016 - 2017                       | An Ordinary Life                                    | Sonia Rolland | FR       | Best Fiction                           |
| 2016 - 2017                       | Nobody Dies Here                                    | Simon Panay | FR       | Best Documentary                       |
| 2016 - 2017                       | Woolen Cogwheels                                    | Bartosz Kedzierski                                                                                                | PL       | Best Animation                         |
| 2016 - 2017                       | Maybe Tommorow                                      | Martin Iliev | BG/DE    | Best National                          |
| 2015 \| International competition | Solo Rex                                            | François Bierry                                                                                                   | BE       | Best Fiction                           |
| 2015 \| International competition | The Beast                                           | Daina Oniunas-Pusic                                                                                               | PL       | Special Mention in Fiction             |
| 2015 \| International competition | Invisible                                           | Zofia Pregowska                                                                                                   | PL       | Best Documentary                       |
| 2015 \| International competition | Daewit                                              | David Jansen | DE       | Best Animation                         |
| 2015 \| International competition | Patarei Prison                                      | Ricard Carbonell                                                                                                  | ES/EE    | Best Experimental                      |
| 2015 \| National competition      | Parking                                             | Ivaylo Minov | BG       | Best National                          |
| 2015 \| National competition      | Auf Wiedersehen                                     | Eddy Schwartz & Yordan Petkov                                                                                     | BG       | Special Mention in National            |
| 2015 \| National competition      | Grumpy Does Repairs                                 | Radostina Neykova & Sofiya Ilieva                                                                                 | BG       | Special Mention in National            |
| 2015 \| Student's competition     | Such a Landscape                                    | Jagoda Szelc | PL       | Best Fiction                           |
| 2015 \| Student's competition     | The Forgotten                                       | Mauricia Caro | CO       | Special Mention in Fiction             |
| 2015 \| Student's competition     | Last Base                                           | Aslak Danbolt | NO/UK    | Special Mention in Fiction             |
| 2015 \| Student's competition     | Cipriana                                            | Maruani Landa | MX/FR    | Special Mention in Fiction             |
| 2015 \| Student's competition     | Retracing                                           | Merja Hannikainen                                                                                                 | BA/DE    | Best Documentary                       |
| 2015 \| Student's competition     | Invisible                                           | Zofia Pregowska                                                                                                   | PL       | Special Mention in Documentary         |
| 2015 \| Student's competition     | What I Forgot to Say                                | Patrick Buhr | DE       | Best Animation                         |
| 2015 \| Student's competition     | Rubbish                                             | Angella Lipskaya                                                                                                  | RU       | Special Mention in Animation           |
| 2015 \| Student's competition     | The Revolution Hunter                               | Margarida Rego | PT       | Best Experimental                      |
| 2015 \| Student's competition     | Four Domestic Episodes Under a Beautiful Stormy Day | Mariano Leguizamón                                                                                                | AR       | Special Mention in Experimental        |
| 2015 \| Student's competition     | Bandit and The Ram                                  | Alberto Iordanov                                                                                                  | BG       | Best National                          |
| 2014                              | Belinda Beautiful                                   | Marianne Blicher                                                                                                  | DK       | Best International Fiction             |
| 2014                              | Stereo Love                                         | Martin Iliev | BG       | Best Bulgarian Fiction                 |
| 2014                              | The Visit                                           | Matej Bobrik | PL       | Best Documentary                       |
| 2014                              | Choir Tour                                          | Edmunds Jansons                                                                                                   | LV       | Best Animated Film                     |
| 2014                              | Butter Lamp                                         | Hu Wei | CN/FR    | Best Experimental                      |
| 2014                              | Heart of Lead                                       | Slava Doytcheva                                                                                                   | BG/UK    | Euroshorts Special Mention             |
| 2014                              | The Haunted House of Musachevo                      | Emil Denev | BG       | Pitching Technical Support Adward      |
| 2014                              | The House                                           | Yana Titova | BG       | Pitching Grant Gold Bullion            |
| 2014                              | Newton's First Law                                  | Piero Messina | IT       | Special Mention for Cinematography     |
| 2014                              | Butter Lamp                                         | Hu Wei | CN       | Grand Prix Silver Princess             |
| 2014                              | The Way                                             | Max Ksjonda | UA       | Black Sea Competition Special Mention  |
| 2014                              | Lada                                                | Dieter Deswarte                                                                                                   | RU       | Best Black Sea Short                   |
| 2014                              | Abracadafart                                        | Jean-Luc Slock | BE       | Best Animated Film                     |
| 2013                              | Loneliness                                          | Liova Jedlicki | FR/RO    | Grand Prix Silver Princess             |
| 2013                              | Barvalo                                             | Rasmus Kloster Bro                                                                                                | DK       | Best International Fiction             |
| 2013                              | Botev is an Idiot                                   | Deyan Bararev | BG       | Best Bulgarian Fiction                 |
| 2013                              | Dogs                                                | Pedro Pío | CU       | Best Documentary                       |
| 2013                              | The Visitor                                         | George deChev | BG/NL    | Best Animated Film                     |
| 2013                              | Eat                                                 | Moritz Krämer | DE       | Best Experimental                      |
| 2012 \| International competition | The Factory                                         | Aly Muritiba | BR       | Best Fiction                           |
| 2012 \| International competition | One More Time!                                      | Pavlyicheva Nataliya, Ovchinnikova Ekaterina, Okruznova Tatyana, Yakhyaeva Alina, Petrova Elena, Arkhipova Mariya | RU       | Best Animation                         |
| 2012 \| International competition | Machine Man                                         | Roser Corella, Alfonso Moral                                                                                      | ES       | Best Documentary                       |
| 2012 \| International competition | The Night of the Moon Has Many Hours                | Mauricio Arango                                                                                                   | CO/US    | Best Experimental                      |
| 2012 \| National competition      | The Paraffin Prince                                 | Pavel G. Vesnakov                                                                                                 | BG       | Best National                          |
| 2012 \| National competition      | Father                                              | Ivan Bogdanov | BG/HR/DE | Best Animation                         |
| 2012 \| National competition      | Section 59                                          | David Djambazov, Anna Stoeva                                                                                      | BG       | Best Documentary                       |
| 2012 \| National competition      | Rew Day                                             | Svilen Dimitrov                                                                                                   | BG       | Special mention                        |
| 2011                              | Dissection of a Storm                               | Julio Soto Gúrpide                                                                                                | ES       | Best Film                              |
| 2011                              | Mother                                              | Jakub Piatek | PL       | Best Documentary                       |
| 2011                              | The Order Of Things                                 | César Esteban | ES       | Best International                     |
| 2011                              | Trains                                              | Pavel G. Vesnakov                                                                                                 | BG       | Best National                          |
| 2011                              | Danny boy                                           | Marek Skrobecki                                                                                                   | CH       | Best Animated Film                     |
| 2011                              | Her mother's daughters                              | Oonagh Kearney | IE       | Best Experimental                      |
| 2011                              | Oliviero Toscani – The Rage Of Images               | Peter Scharf, Katja Duregger                                                                                      | DE       | Best TV Film                           |
| 2010                              | War                                                 | Paolo Sassanelli                                                                                                  | IT       | Best Fiction                           |
| 2010                              | Thank You Skinhead Girl                             | Sharon Woodward                                                                                                   | UK       | Best Documentary                       |
| 2010                              | Ru                                                  | Florentine Grelier                                                                                                | FR       | Best Animation                         |
| 2010                              | Gardens of Concrete                                 | Genka Shikerova                                                                                                   | BG       | Best TV Film                           |
| 2009                              | Hammerhead                                          | Sam Donovan | UK       | Best Fiction                           |
| 2009                              | Rough Cut                                           | Firouzeh Khosrovani                                                                                               | IR       | Best Documentary                       |
| 2009                              | Three Of Us                                         | Umesh Vinayak Kulkarni                                                                                            | IN       | Best Documentary                       |
| 2009                              | Mrs. G.                                             | Michal Zabka | CZ       | Best Animation                         |
| 2009                              | Bulgaria: The Traces Of Terrorism                   | Kanna Racheva | BG       | Best TV Film                           |
| 2008                              | Friend's Place, Enemy's place                       | Elham Hosseinzadeh                                                                                                | IR       | Best Fiction                           |
| 2008                              | Zohar                                               | Yasmine Novak | IL       | Best Fiction                           |
| 2007                              | The T-shirt                                         | Hossein Martin Fazeli                                                                                             | SK       | Best Fiction                           |
| 2007                              | Sona and her family                                 | Daniela Rusnokova                                                                                                 | SK       | Best Documentary                       |
| 2007                              | T.O.M.                                              | Tom Brown, Daniel Gray                                                                                            | UK       | Best Animation                         |
| 2007                              | A little tiger                                      | Anna-Carin Andersson                                                                                              | SE       | Special Jury Award                     |
| 2006                              | Quick View                                          | Matjaz Ivanisin                                                                                                   | SI       | Grand Prix                             |
| 2006                              | Ousmane                                             | Dyana Gaye | FR/SN    | Best Fiction                           |
| 2006                              | The Intimacy of Strangers                           | Eva Weber | UK       | Best Documentary                       |
| 2006                              | Rabbit                                              | Run Rake | UK       | Best Animation                         |
| 2006                              | Motodrom                                            | Jörg Wagner | DE       | Special Jury Award                     |
| 2005                              | Grief                                               | Daniel Lang | DE       | Best Fiction                           |
| 2005                              | Belgrad Backspin                                    | Anne Misselwitz, Moritz Siebert, Margarete Misselwitz                                                             | DE       | Best Documentary                       |
| 2005                              | Badgered                                            | Sharon Colman | UK       | Best Animation                         |
| 2004                              | America                                             | Sigal Mordechai                                                                                                   | IL       | Grand Prix                             |
| 2004                              | Public / Private                                    | Christoph Behl | AR       | Best Fiction                           |
| 2004                              | Bourgas by Taralezhkov                              | Dimitar Taralezhkov                                                                                               | BG       | Best Documentary                       |
| 2004                              | Brand Spanking                                      | John-Paul Harney                                                                                                  | UK       | Best Animation                         |
| 2003                              | Resurrection                                        | Petar Valchanov                                                                                                   | BG       | Best Fiction                           |